# Gura Văii
Gura Văii is een Roemeense gemeente in het district Bacău.

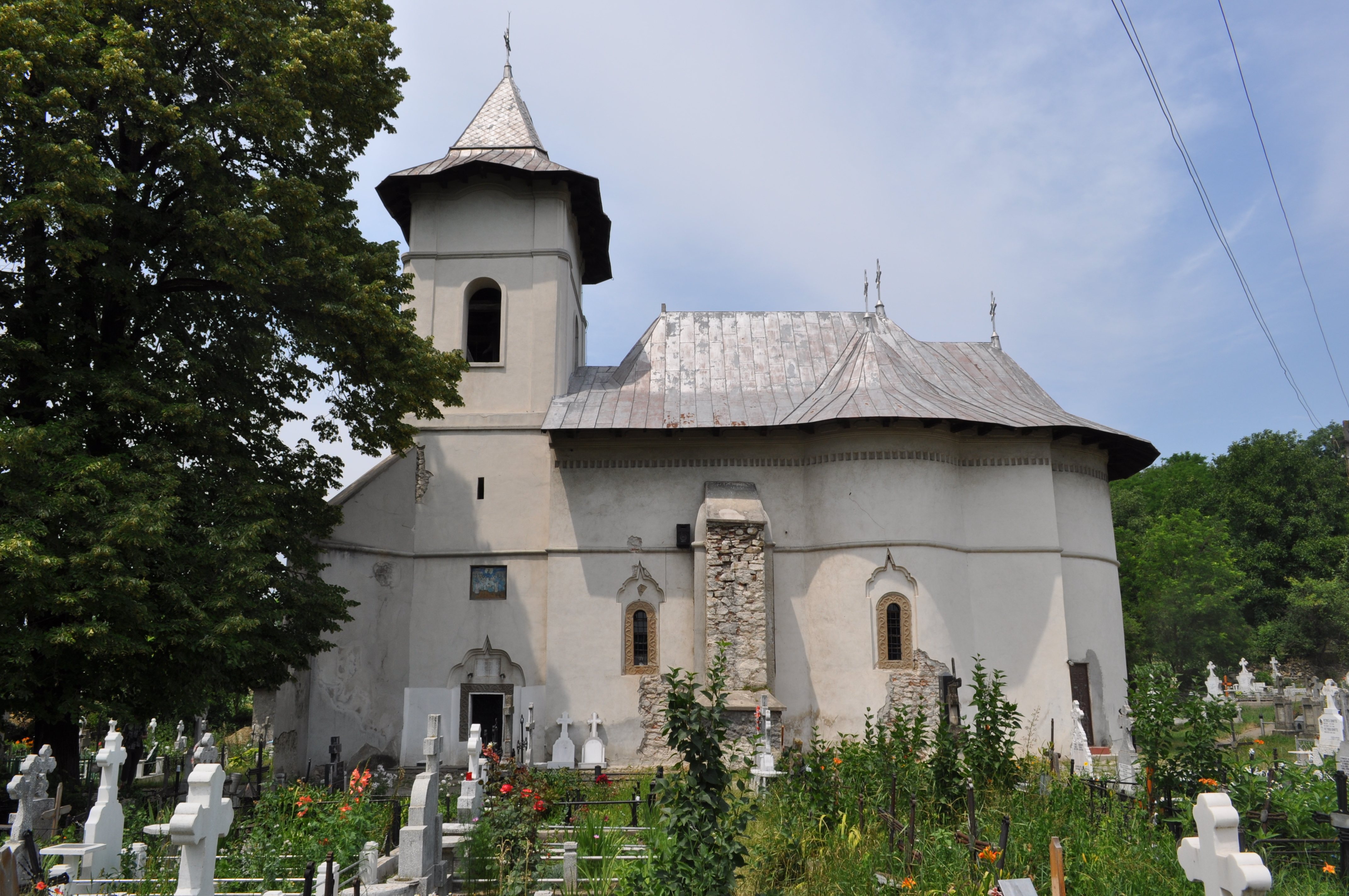

Gura Văii telt 6183 inwoners.